# 자바날다람쥐
자바날다람쥐(Iomys horsfieldii)는 다람쥐과에 속하는 설치류의 일종이다. 인도네시아와 말레이시아, 싱가포르에서 발견된다.

## 아종
4종의 아종이 알려져 있다.
- I. h. horsfieldii Waterhouse, 1837 - 말레이반도, 수마트라섬, 자와섬
- I. h. Davisoni Thomas, 1886 - 티오만섬
- I. h. penangensis Chasen, 1940 - 피낭
- I. h. thomsoni Thomas, 1900 - 보르네오섬